# Olga Palagia
Olga Palagiá es catedrática de Arqueología Clásica en la Universidad Nacional y Kapodistríaca de Atenas y una destacada experta en escultura griega antigua. Es conocida, en particular, por su trabajo sobre la escultura en la antigua Atenas  y ha editado varios manuales fundamentales sobre escultura griega.

## Carrera profesional
Se licenció en Arqueología e Historia en la Universidad Nacional y Kapodistríaca de Atenas en 1972. Se trasladó a la Universidad de Oxford a estudiar para obtener un postgrado. Su tesis, titulada Euphranor, fue publicada en 1980 por la editorial Brill.
Tras sus estudios, trabajó primero como asistente de investigación en el Museo de la Acrópolis de Atenas de 1978 a 1981. Posteriormente se incorporó como profesora a la Universidad Nacional y Kapodistríaca de Atenas, donde obtuvo la titularidad en 1983. En 1988 fue nombrada profesora adjunta, en 1993 profesora asociada y en 1999 catedrática. Palagiá ha sido Presidenta del Departamento de Arqueología (2002-2004) y Subdirectora de la Facultad de Historia y Arqueología (2006-2007).
Palagiá ha editado una serie de manuales clave sobre escultura griega que se utilizan ampliamente en la enseñanza y la investigación, además de contribuir con capítulos a manuales estándar, Es experta en las esculturas del Partenón, publicó un libro, The Pediments of the Parthenon (Brill, Leiden), en 1993 y dio numerosas conferencias sobre el tema.  Formó parte del Comité para la Restauración de los Monumentos de la Acrópolis 2005-2009.
Ha obtenido varias becas de visita en instituciones internacionales, entre ellas la Ailsa Mellon Bruce Visiting Senior Fellowship (primavera de 1991) en la Galería Nacional de Arte, Washington D. C., la Sylvan C. Coleman and Pamela Coleman Memorial Fund Fellowship (marzo de 1998) en el Museo Metropolitano de Arte, Nueva York, la Andrew W. Mellon Art History Fellowship (octubre de 2004) en el Museo Metropolitano de Arte, Nueva York, y la Onassis Visiting Lectureship (2015) en la Universidad de Waterloo, Ontario. Palagiá pronunció la conferencia Byvanck en 2015 en la Universidad de Leiden, y ha impartido una amplia variedad de conferencias públicas sobre escultura en todo el mundo.
Fue elegida miembro de la Sociedad de Anticuarios de Londres el 3 de mayo de 1990; es miembro honorario de la Sociedad para la Promoción de los Estudios Helénicos y miembro correspondiente del Instituto Arqueológico Alemán y del Instituto Arqueológico de América.

## Selección de publicaciones
- Euphranor (Brill, Leiden, 1980)[7]
- «A Colossal Statue of a Personification from the Agora of Athens» in Hesperia 51 (1982) pp. 99–113[22]
- The Pediments of the Parthenon (Brill, Leiden, 1993)
- (ed.) Greek Offerings in Honour of John Boardman (Oxford, 1997)
- (ed.) Art in Athens during the Peloponnesian War (Cambridge, 2009)
- with William Coulson (eds.) Sculpture from Arcadia and Laconia (Oxford, 1993)
- with William Coulson, TL Shear, HA Shapiro, and FJ Frost (eds.) The Archaeology of Athens and Attica under the Democracy (Oxford, 1994)
- with JJ Pollitt (eds.) Personal Styles in Greek Sculpture (Cambridge, 1996)
- with John Oakley and William Coulson (eds.) Athenian Potters and Painters (Oxford, 1997)
- with William Coulson (eds.) Regional Schools in Hellenistic Sculpture (Oxford, 1998)
- 'Hephaestion's Pyre and the Royal Hunt of Alexander' in A.B. Bosworth and E.J. Baynham (eds), Alexander the Great in Fact and Fiction. (Oxford & New York: Oxford University Press, 2000). ISBN 9780198152873
- with Stephen V Tracey (eds.) The Macedonians in Athens 322-229 B.C. (Oxford, 2003)[4][23]
- with Hans Rupprecht Goette (eds.) Ludwig Ross und Griechenland (Rahden, 2005)[24]
- 'Fire from Heaven: Pediments and Akroteria of the Parthenon' in Jenifer Neils (ed.) The Parthenon : From Antiquity to the Present (Cambridge, Cambridge University Press, 2005)
- (ed.) Greek sculpture: function, materials, and techniques in the archaic and classical periods (Cambridge University Press, 2006)[25][26][27]
- with Alkestis Spetsieri-Choremi (eds.) The Panathenaic Games (Oxford, 2007)
- with John H Oakley (eds.) Athenian Potters and Painters II (Oxford, 2009)[28]
- (ed.) Art in Athens During the Peloponnesian War (Cambridge University Press, 2009)[29]
- with Bonna D. Wescoat (eds.) Samothracian Connections: Essays in Honor of James R. McCredie (2010)[30]
- with Hans Rupprecht Goette (eds.) Sailing to Classical Greece in honour of Petros Themelis (2011)
- 'The Functions of Greek Art' in (ed.) Clemente Marconi The Oxford Handbook of Greek and Roman Art and Architecture (Oxford, 2014)[9]
- (ed.) Handbook of Greek Sculpture (de Gruyter, 2019)[6]